# Elsa Holmsten
Elsa Holmsten, född 1709 i Uleåborg, Sverige (I dagens Finland) död 20 oktober 1735 i samma stad, var en pietist och poet. Hon gifte sig 1734 med pastorn Johan Wacklin och avled i barnsäng. Hennes make publicerade 1737 hennes dikter. 